# أرنديز أتاسو
أرنديز أتاسو (بالتركية: Erendiz Atasü)‏ أرنديز أتاسو كاتب تركي وباحث أكاديمي وناقد أدبي. قدم أعمالاً مناصرةً للمرأة في مجالات القصة والرواية والتجربة.

## حياته
ولد أرنديز أتاسو بأنقرة عام 1947. وكان طفلاً وحيداً لأبوين يعملان بمهنة التدريس. بدأ دراسته بكلية الصيدلة بجامعة أنقرة عام 1964م، وتخرج منها في عام 1968، وأكمل بحثه الأكاديمي بها. وفي عام 1974 حصل على الدكتوراه، وفي عام 1980م أصبح أستاذ مساعد، وفي عام 1988 حصل على لقب بروفيسور. عمل عضواً بهيئة التدريس بكلية الصيدلة لمادة علم الأدوية حتى عام 1997م. ثم تقاعد عام 1997.
بدأ بكتابة القصص حينما ذهب إلى لندن لتحضير الدراسات العليا حينما كان عمره 25سنة. ولقد كان يتناول قضايا المرأة في قصصه. وتم نشر أول رواية له في عام 1981. ومنذ هذا الوقت، قام بنشر قصصه في عدة مجلات، مثل: مجلة الأدب والفن 81 ومجلة الفكر ومجلة اللغة التركية المعاصرة ومجلة الوجود. وأيضاً تم نشر تجاربه وأبحاثه ومقالاته التي تتناول القضايا الأدبية والكتب وحرية المرأة والمجتمع العلماني وعصر الجمهورية في عدة مجلات، منها: مجلة الخلاصة ومجلة اللغة التركية المعاصرة ومجلة كتاب الجمهورية ومجلة الكتاب الأصلي ومجلة باريوس، وفي عدة جرائد، مثل: جريدة الجمهورية وجريدة الضياء.
ولقد فات قصته «هناك أيضاً نساء» بالمركز الأول في مسابقة القصة القصيرة بالمكتبة الأكاديمية في عام 1983. وتتابعت القصص التي يكتبها ففي عام 1985 نشر قصة «الملعونين» وفي عام 1988 نشر قصة «مناسبةالحداد للأرامل» وفي عام 1991 نشر قصة «كنت بخير معه». ولقد ترجمت قصصه إلى عدة لغات. ولقد اشتهرت مختاراته القصصية في عدة دول كبريطانيا والولايات المتحدة الأمريكية وفرنسا وألمانيا وهولندا وسويسرا وإيطاليا وجمهورية التشيك وكرواتيا.
ولقد تم نشر أول رواية له والتي تسمى «الناحية الأخرى للجبل» في عام 1991. ولقد فازت تلك الرواية بجائزة أورهان كمال. ولقد فازت قصته «الورد المنحوت على الحجر» التي نشرت في عام 1997 بجائزة يونس نادي وأورهان كمال، وفازت أيضاً قصة «أسعد لحظه في الحياة» التي نشرت عام 2010 بجائزة كتاب الدنيا وجائزة يونس نادي.

## أعماله
- هناك أيضاً نساء (1983).
- الملعونين (1985).
- مناسبة الحداد للأرامل (1988).
- كنت بخير معه (1992).
- الوجه الآخر للجبل (1995).
- الورد المنحوت على الحجر (1997).
- النهاية (1998).
- فترة عنفوان الشباب (1999).
- كتّأبي (2000).
- الأنوثة وكتاباتي ووطني (2001).
- حلم سن اليأس (2002).
- تأثير الصور (2003).
- المفاهيم والشعارات (2004).
- عصر الحرية (2006).
- موت شجرة التين (2008).
- استئصال فكرة الشقاء.
- الفرق بين الروح والجسد (2009).
- أسعد لحظه في الحياة (2010).
- الحياة الحقيقية للقادة (2011).
- حينما مرت الأعوام: الواقع والخيال (إبريل 2013).
- الأمس وغداً (نوفمبر 2013).

## جوائزه
- في عام 1982، فازت قصته «هناك أيضاً نساء» بالمركز الأول في مسابقة القصة القصيرة بالمكتبة الأكاديمية.
- في عام 1996، فازت قصته «الوجه الآخر للجبل» أورهان كمال.
- في عام 1997، فازت قصته «الورد المنحوت على الحجر» بجائزة يونس نادي.
- في عام 1998، فازت قصته «الورد المنحوت على الحجر» بجائزة خلدون تانر.
- في عام 2010، فازت قصته «أسعد لحظة في الحياة» بالجائزة السنوية لكتاب الدنيا.
- وفي عام 2010، فازت قصته «أسعد لحظة في الحياة» بجائزة يونس نادي.